# Il tuo Natale o il mio 2
Il tuo Natale o il mio 2 (Your Christmas or Mine 2) è un film del 2023 diretto da Jim O'Hanlon. 
La pellicola è il sequel del film Il tuo Natale o il mio? (2022), diretto dallo stesso O'Hanlon.

## Trama
La famiglia Hughes e la famiglia Taylor partono una settimana bianca sulle Alpi, ma a causa di un disguido gli uni di vedono costretti a sistemarsi nell'alloggio degli altri.

## Produzione
Regista, sceneggiatore e cast del film originale sono tornati a collaborare alla pellicola, con l'aggiunta di Jane Krakowski nel ruolo della nuova fidanzata di Humphrey. Le riprese si sono svolte tra Londra e l'Austria.

## Promozione
Il primo trailer del film è stato diffuso il 15 novembre 2023.

## Distribuzione
Il film è stato distribuito l'8 dicembre 2023 sulla piattaforma Prime Video.